# Scoundrel Club
Scoundrel Club — третій із чотирьох міні-альбомів норвезького гурту a-ha, виданих ексклюзивно в Японії. Вийшов 1987 року.

## Музиканти
- Пол Воктор-Савой (Paul Waaktaar-Savoy) (6 вересня 1961) — композитор, гітарист, вокалист.
- Магне Фуругольмен (Magne Furuholmen) (1 листопада 1962) — клавішник, композитор, вокаліст, гітарист.
- Мортен Гаркет (Morten Harket) (14 вересня 1959) — вокаліст.

## Композиції
| #  | Назва                                                    | Тривалість |
| -- | -------------------------------------------------------- | ---------- |
| 1. | «Cry Wolf (Extended Version)»                            | 8:13       |
| 2. | «We're Looking for the Whales (live version)»            | 3:50       |
| 3. | «I've Been Losing You (Dub Version)»                     | 4:28       |
| 4. | «Manhattan Skyline (Extended)»                           | 6:49       |
| 5. | «Hunting High and Low (Extended Version by Alan Tarney)» | 6:02       |